# Pleiomorpha habrogramma
Pleiomorpha habrogramma är en fjärilsart som beskrevs av Lajos Vári 1961. Pleiomorpha habrogramma ingår i släktet Pleiomorpha och familjen styltmalar. Inga underarter finns listade i Catalogue of Life.